# Измайлов, Пётр Григорьевич
Пётр Григорьевич Измайлов (1880—1938) — крестьянин, депутат Государственной думы Российской империи II созыва от Новгородской губернии.

## Биография
Крестьянин из села Высоково Чаромской волости Череповецкого уезда Новгородской губернии.
Кончил курс Череповецкой учительской семинарии. Служил в монастыре. Владел часовым мастерством, служил в часовой мастерской в Санкт-Петербурге. Шесть лет работал сельским учителем в Кубанской области, но был исключён со службы из-за политической неблагонадёжности. Занимался хлебопашеством на собственном наделе площадью в 10 десятин. Состоял в РСДРП, меньшевик. Преследовался за распространение антиправительственной литературы. С 1904 — сотрудник газеты «Искра». В 1905 входил в исполнительный комитет Петербургского Совета. В 1906 избран делегатом IV (Объединительного) съезда РСДРП с совещательным голосом. Последние годы перед избранием в Думу расширял своё образование, слушая курсы в Вольной высшей школе.
Избран выборщиком от крестьянской курии Череповецкого уезда. 6 февраля 1907 избран в Государственную думу Российской империи II созыва от съезда уполномоченных от волостей Вошёл в состав Социал-демократической фракции, примыкал к её меньшевистскому крылу. Был избран секретарём 6-го отдела II Государственной думы. Состоял в думской Продовольственной комиссии. Участвовал в прениях по вопросу об избрании Продовольственной комиссии, по аграрному вопросу, о продовольственной помощи, о мерах предупреждения побегов арестантов. Острые письма депутата, пропагандирующие социал-демократические идеи, публиковала новгородская газета «Ильмень». Газета до закрытия успела опубликовать 5 писем Измайлова.
Проходил по делу Социал-демократической фракции 2-й Государственной Думы, приговорён к ссылке на поселение.
После Февральской революции — комиссар Временного правительства при армиях Юго-Западного фронта. В 1917 году — член ВЦИК первого созыва. В 1921 вступил в РКП(б), в 1922 работал в Народном Комиссариате иностранных дел и Госиздате, затем был полпредом в Италии. С 1924 занимался литературной деятельностью, печатался в журнале «Каторга и ссылка». Член Общества политкаторжан.
Жил в Ленинграде, работал счетоводом в техно-химической артели «Политкаторжанин» на Ленинградской государственной фабрике эссенций.
8 марта 1931 года арестован. 28 октября 1931 года по делу «Союзного бюро меньшевиков» приговорён к 3 годам ссылки в Сибирь.

### Рекомендованные источники
- С. Кропачев. Проблемы истории массовых политических репрессий в СССР: к 70-летию начала «Большого террора». Мемориал -Волонтер, 2006—163 с.
- М. Н. Петров, М. П. Ирошников. Установление и упрочение Советской власти в Новгородской губернии, 1917—1918: сборник документов и материалов. Государственный архив Новгородской области. Лениздат, 1989. 301 с. (См. стр. 62)

### Архивы
- Российский государственный исторический архив. Фонд 1278. Опись 1 (2-й созыв). Дело 167; Дело 531. Лист 4, 7, 8.